# Funérarium
Pour les articles homonymes, voir chambre mortuaire.

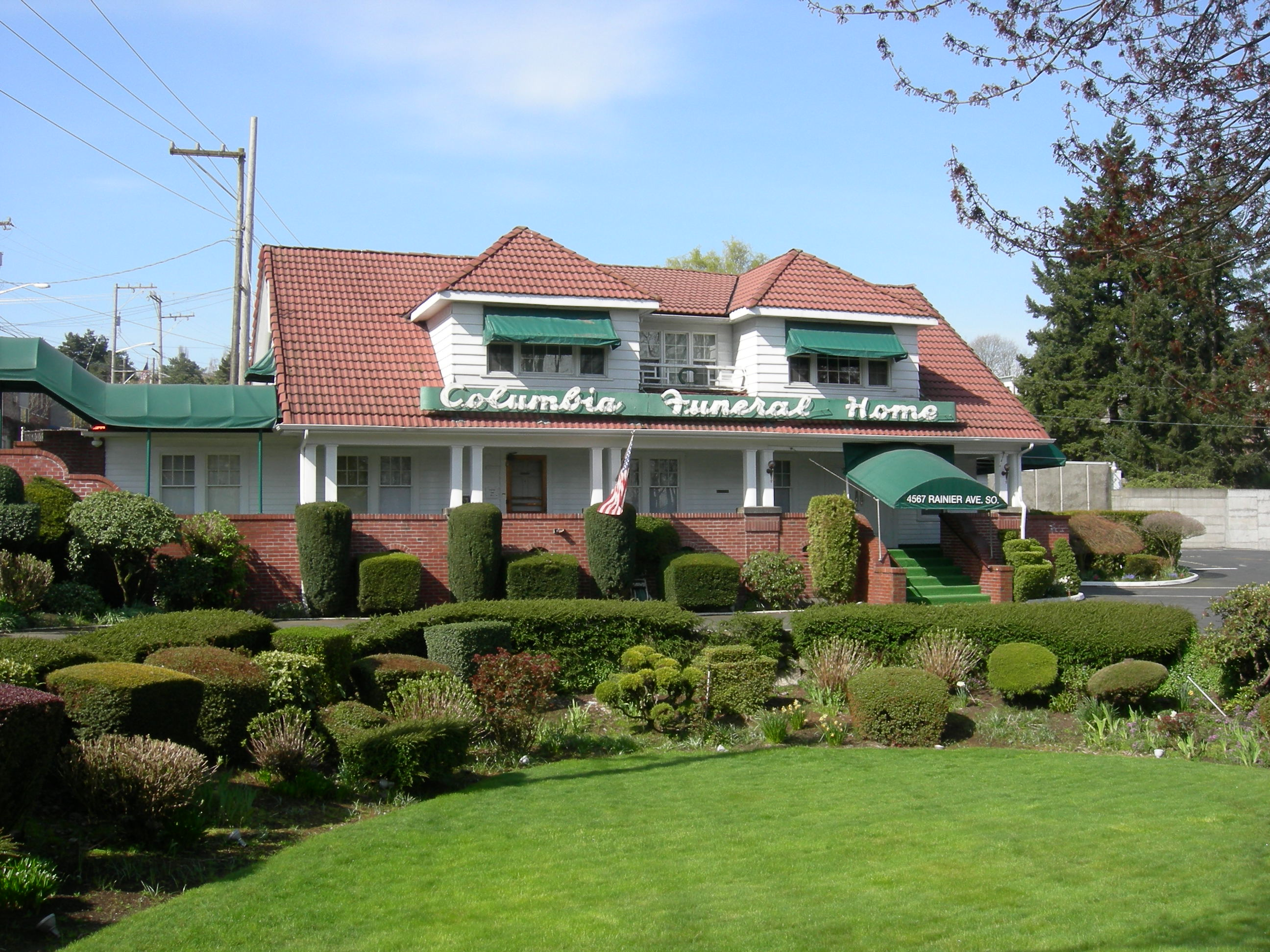
Vue extérieure d'un funérarium, situé près de Seattle.

Un funérarium ou une chambre funéraire est un lieu où les proches d'un défunt se réunissent avant la mise en bière et les obsèques. Ce lieu permet de participer au travail de deuil en remplaçant les veillées funèbres. C'est aussi un des lieux où sont pratiqués les soins de conservation avec l’hôpital et le domicile du défunt.
À ne pas confondre avec la chambre mortuaire, qui est située dans un hôpital.

## En France
En France, le transport du corps au funérarium ainsi que les trois premiers jours de celui-ci sont à la charge de :
- l’État si le corps a été découvert à domicile ou sur une voie publique par la police ;
- la maison de retraite (EHPAD) ou la clinique, si la mort a eu lieu au sein de l'établissement[1] et que la famille n'a pas pu être contactée dans un délai de dix heures à compter du décès.

Lorsque la famille demande d'elle même le transfert du corps du défunt, les frais de transport ainsi que ceux du séjour en  chambre funéraire sont à sa charge.

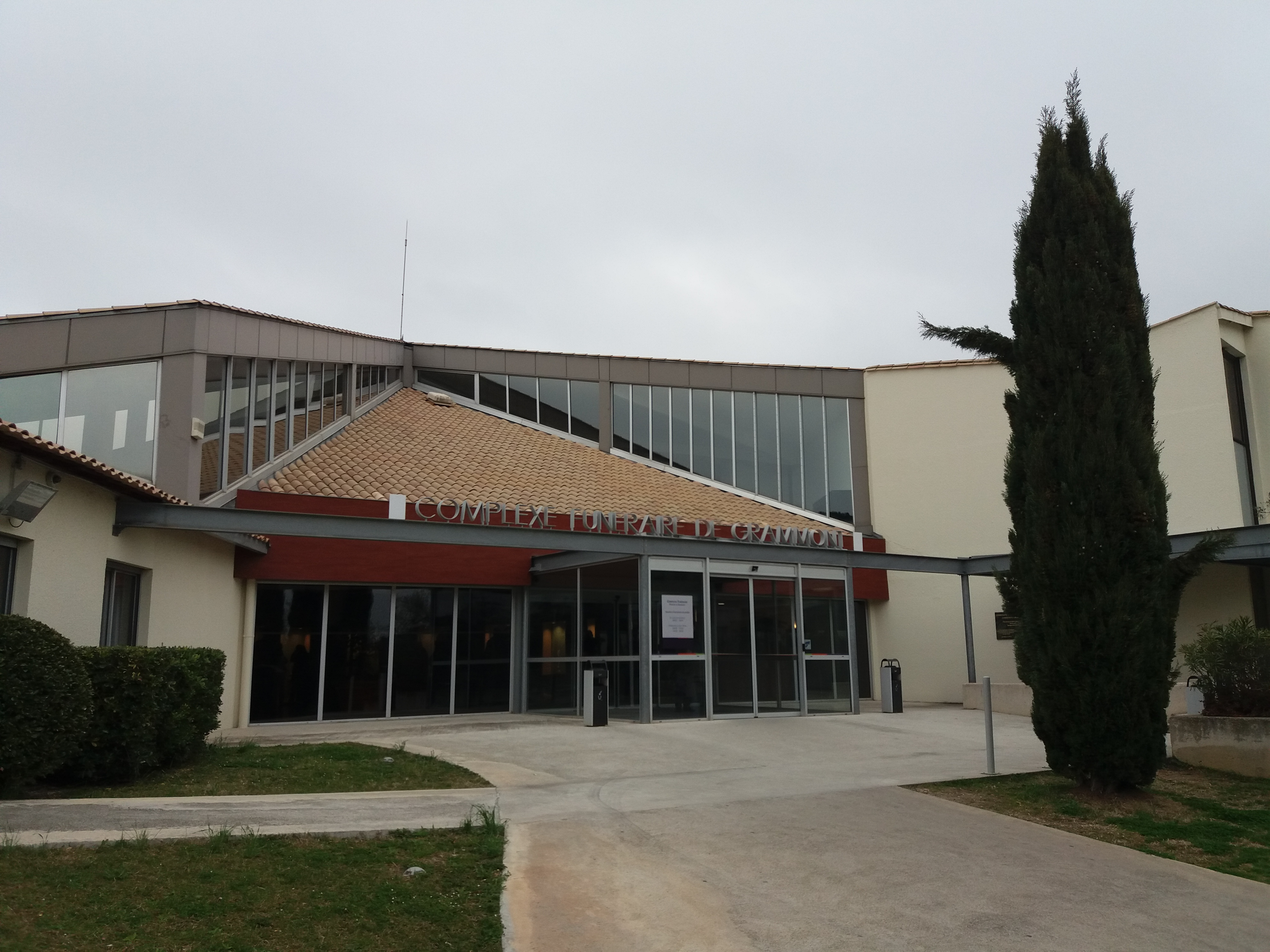
Complexe funéraire de Grammont en 2017.

Le funérarium ne doit pas être confondu avec la morgue ou chambre mortuaire située au sein d'un hôpital, où le séjour du corps est gratuit pour les trois premiers jours.
Les funérariums sont gérés par des sociétés de pompes funèbres habilitées, mais sont un lieu public. Toutes pompes funèbres peuvent demander l'admission d'un défunt dans un funérarium quel qu'il soit, sans que l'accès puisse lui être refusé sauf pour des raisons d'absence de places. Le tarif appliqué y est le même pour toutes les familles.
Le funérarium doit être composé d'un hall d'accueil, où sera obligatoirement affiché la liste préfectorale des pompes funèbres habilitées du département ainsi que le règlement intérieur. Les chambres où reposent les défunts ont un accès public, et un accès vers les parties techniques interdites au public. Le défunt repose en chambre funéraire sur un lit réfrigéré ou non, ou en présentation en cercueil.